# Khramort
Khramort (in armeno Խրամորթ?) o Pirlar (in azero Xramort) è una comunità rurale del distretto di Xocalı in Azerbaigian, facente parte fino al 2023 della regione di Askeran nella repubblica di Artsakh (fino al 2017 denominata repubblica del Nagorno Karabakh).
Conta poco più di quattrocento abitanti e sorge in area pianeggiante prossima alla strada che collega Askeran ad Ağdam, a otto chilometri da questa.